# Calathea dicephala
Calathea dicephala là một loài thực vật có hoa trong họ Marantaceae. Loài này được (Poepp. & Endl.) Körn. mô tả khoa học đầu tiên năm 1862.